# Stepán Erzia
Stepán Dmítrievich Erzia (Nefiódov)  también conocido como Stefan Erzia (Alátyr, 27 de octubre de 1876 - Moscú, 24 de noviembre de 1959), fue un escultor mordvino que vivió en Rusia y Argentina. Erzia eligió su pseudónimo a partir de un grupo étnico, los Erzya Mordvins.

## Biografía
Nació el 27 de octubre de 1876 en la villa de Báievo, Alátyrsky Uyezd, Simbirsk del Imperio ruso. En 1892, su familia se mudó a Alátyr; Stepán se convirtió en aprendiz en varios estudios de pintura de iconos. Entre 1893 y 1897, vivió en Kazán, previamente en un comercio, posteriormente trabajó en el estudio de pintura de iconos de P.A. Kavalinski en Kazán. En esa época, decoraba iglesias en varias ciudades y villas del área de Volga y asistió a la Escuela de Arte de Kazán.
Entre 1902 y 1906, estudió en la Escuela de Pintura, Escultura y Arquitectura de Moscú, participando en las exposiciones de los estudiantes de la escuela. Entre 1906 y 1914, vivió en Italia y en Francia. Participó en las exposicionesen Venecia y Milán en 1909 y en París en 1912.
En 1914, volvió a Rusia y en 1918, se mudó a Ekaterimburgo, donde creó sus trabajos monumentales de arte. En 1912, se mudó a Novorossiysk, posteriormente a Batumi. Allí creó los retratos de Lenin, Marx y Engels, y de muchos trabajadores de Georgia. En 1923, vivió en Bakú, donde creó monumentos.
En 1926, el gobierno soviético decidió enviarlo al extranjero «para difundir el conocimiento del arte soviético». Llegó a París nuevamente. Una vez más, su muestra única fue patrocinada seguida de buenas críticas en la prensa occidental.
Entre 1927 y 1950 trabajó en Buenos Aires, realizando allí retratos de Lenin, Moisés, Tolstói, y Beethoven. Erzia, un representante de una nación menor y vencida, desarrolló un proyecto para transformar montañas enteras de los Andes en monumentos de los héroes de la independencia argentina. Las autoridades locales aprobaron su plan, pero fallaron en financiar su implementación. Mientras estuvo en Argentina, Erzia inventó el método de procesamiento de maderas extra duras, como las del algarrobo y el quebracho.
En 1950, retornó a la Unión Soviética. En 1956, fue premiado con la Orden de la Bandera Roja del Trabajo. 
Stepán Erzia murió en 1959 en Moscú y fue enterrado en Saransk, la capital de Mordovia.
El 26 de junio de 1958, se abrió el Museo de Artes Visuales Mordvino Erzia en Saransk, la capital de Mordovia. El museo tiene la colección más completa de los trabajos de Erzia (204 obras).

## Principales trabajos
- Horror
- Desesperación
- Couraje
- Una dama chilena
- Una dama parisina con Sombrero
- Cabeza de una Mujer Mordvina
- Lev Tolstói
- Beethoven
- Moisés
- Cristo.

## Cita
Denme personas, una montaña y dinamita y yo crearé un monumento valioso para la revolución.